# ماجد عثمان
ماجد عثمان (عربی: ماجد صبحي عثمان؛ زادهٔ ۹ ژوئن ۱۹۹۴) بازیکن فوتبال اهل لبنان است.
از باشگاه‌هایی که در آن بازی کرده‌است می‌توان به باشگاه ورزشی صفا، باشگاه ورزشی الرمثا، باشگاه فوتبال کورینتیان کاسولس، و باشگاه فوتبال الانصار لبنان اشاره کرد.
وی همچنین در تیم ملی فوتبال لبنان بازی کرده‌است.